# Live on I-5
Live on I-5 — перший концертний альбом американської групи Soundgarden, який вийшов 22 березня 2011 року.

## Треклист
1. Spoonman — 4:23
2. Searching with My Good Eye Closed — 4:12
3. Let Me Drown — 4:10
4. Head Down — 6:25
5. Outshined — 5:13
6. Rusty Cage — 4:13
7. Burden in My Hand — 5:02
8. Helter Skelter — 2:09
9. Boot Camp — 3:16
10. Nothing to Say — 4:25
11. Slaves and Bulldozers — 9:15
12. Dusty — 4:32
13. Fell on Black Days — 4:54
14. Search and Destroy — 3:09
15. Ty Cobb — 2:42
16. Black Hole Sun — 3:00
17. Jesus Christ Pose — 6:23